# 동부 개발 지구

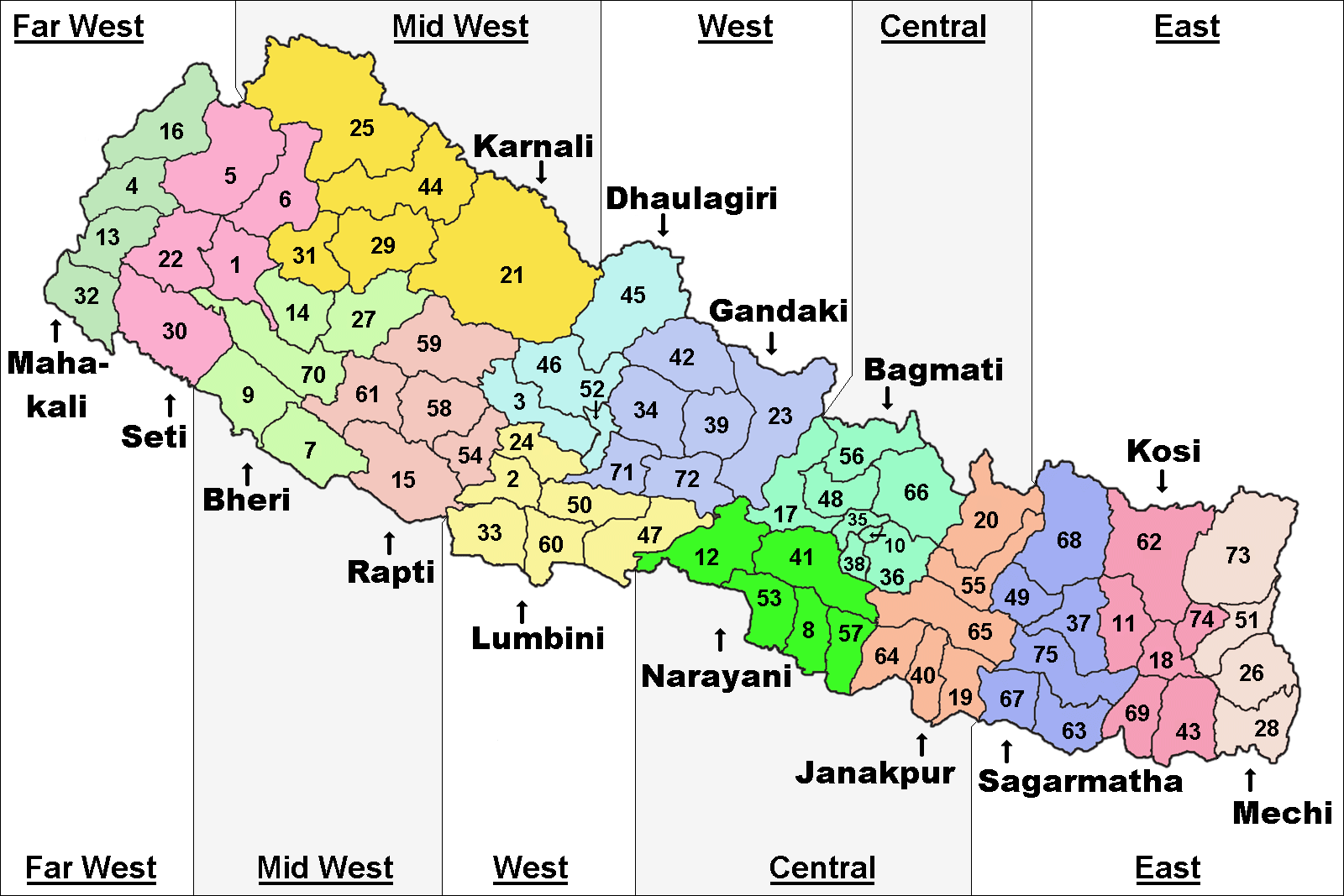
네팔의 개발 지구

동부 개발 지구(네팔어: पुर्वाञ्चल विकास क्षेत्र)는 네팔을 구성하는 5개 개발 지구 가운데 하나로 행정 중심지는 단쿠타이며 면적은 28,456km2, 인구는 5,811,555명(2011년 기준)이다. 네팔 동부에 위치하며 3개 구(사가르마타 구, 코시 구, 메치 구)를 관할한다.